# Koh Kastell
Pour les articles homonymes, voir KOH (homonymie).
Koh Kastell est une presqu’île de la côte ouest de Belle-Île-en-Mer, dans le département français du Morbihan au sud de la Bretagne. 

## Géographie
Cette presqu'île est un plateau de schistes de 18 hectares, séparé de l'île par un isthme rocheux. La pointe ouest se nomme la pointe du Vieux Château, (Koh Kastell en breton). Elle est délimitée par la Crique à Loups au sud et Ster Ouen à l'est. 

## Réserve ornithologique
La Réserve de « Nar-Hor », située au lieu-dit « Camp des Romains » (présence d'une butte formée par l'éperon barré de ce camp), est classée comme réserve ornithologique depuis décembre 1962 pour protéger une colonie de douze couples de mouettes tridactyles.
Gérée par la SEPNB, l'association ouvre la réserve au public en 1974 qui découvre les oiseaux nicheurs grâce à des guides animateurs. La fréquentation importante oblige la SEPNB à canaliser les visiteurs en créant en 184 un sentier balisé. 
D'après les recensements effectués entre 1990 et 2000, le site compte entre 90 et 150 nids de Mouettes tridactyles, le site est le site le plus méridional pour cette espèce, et la population est instable. En 2005 très peu d'oiseaux sont revenus  et le site est totalement abandonné par les mouettes tridactyles en 2009.
Laissant place à son véritable toponyme « Koh Kastel », la réserve abrite aussi la plus grande colonie de goélands bruns en Bretagne, comptant de 2700 à 3500 nids. Les goélands argentés sont aussi présents (900 nids) ainsi que les craves à bec rouge, le fulmar boréal, le pigeon biset. Le cormoran huppé y niche aussi (une quinzaine de nids) ainsi que l'huîtrier pie (1 à 3 nids).
L'accès de la presqu'île est interdit en période de nidification de mars à octobre.

## Site archéologique
L'accès à la presqu'île est barré d'un talus datant de l'âge du fer, Il a été construit par les tribus Vénêtes, entre 700 et 450 av. J.-C., Le site a été occupé par les romains en 56 av. J.-C., lors de la Guerre des Vénètes. Par la suite il a acquis le nom de Camp de César. 

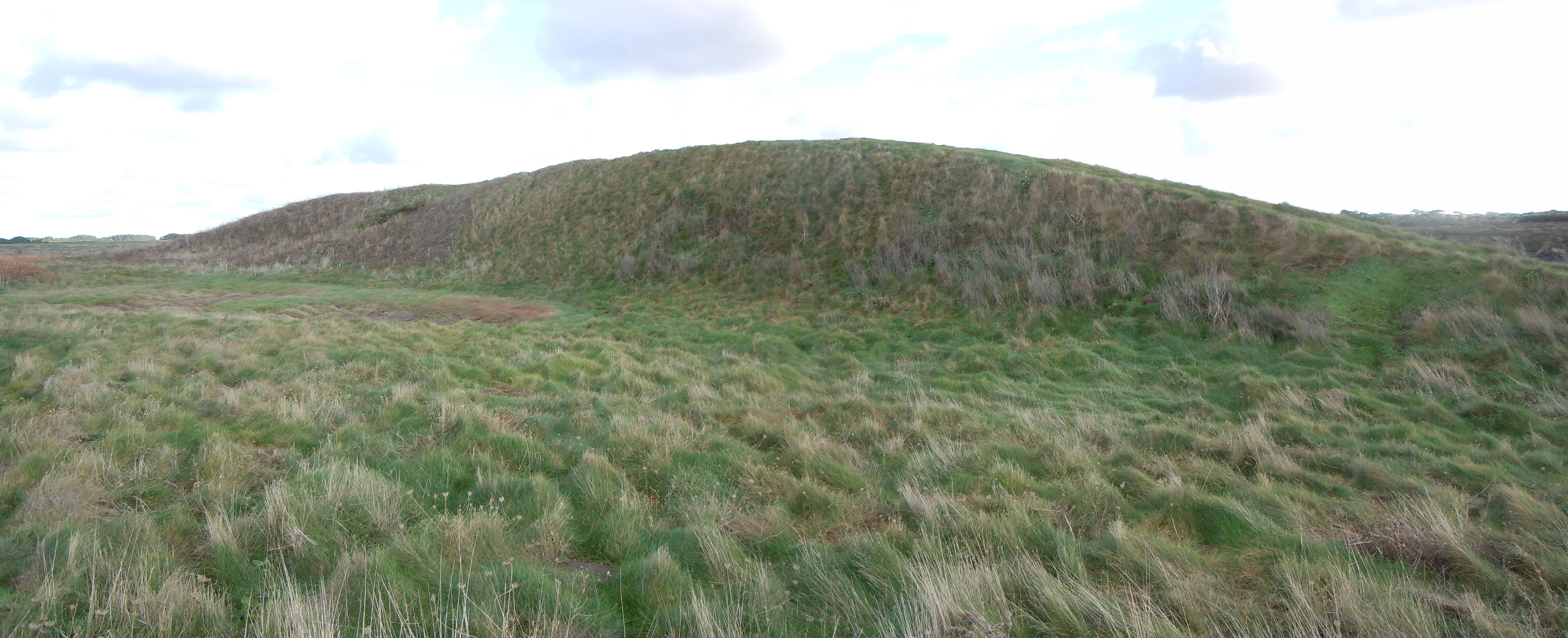
Vue du talus du Camp de César depuis l'intérieur de la presqu'île